# Carol’s Second Act
Carol’s Second Act – amerykański serial telewizyjny (sitcom) wyprodukowany przez H+H, FourBoys Entertainment, Kapital Entertainment oraz CBS Television Studios, którego twórcami są Emily Halpern i Sarah Haskins. Serial był emitowany od 26 września 2019 roku do 12 marca 2020 roku przez CBS.
Fabuła opowiada o Carol Kenney, która po wychowaniu swoich dzieci i po przejściu na emeryturę, postanawia spełnić swoje marzenie i zostać lekarzem.

## Obsada

### Główna
- Patricia Heaton jako dr Carol Kenney[2]
- Ito Aghayere jako dr Maya Jacobs[3]
- Lucas Neff jako dr Caleb Sommers
- Jean-Luc Bilodeau jako dr Daniel Kutcher[4]
- Sabrina Jalees jako dr Lexie Gilani
- Ashley Tisdale jako Jenny Kenney[5]
- Kyle MacLachlan jako dr Stephen Frost[6]

### Drugoplanowa
- Cedric Yarbough jako Dennis, pielęgniarka

## Odcinki
| #  | Tytuł               | Reżyseria           | Scenariusz                                    | Premiera w CBS       |
| -- | ------------------- | ------------------- | --------------------------------------------- | -------------------- |
| 1  | Pilot               | Pamela Fryman       | Emily Halpern, Sarah Haskins                  | 26 września 2019     |
| 2  | You Give Me Fever   | Pamela Fryman       | Emily Halpern, Sarah Haskins                  | 3 października 2019  |
| 3  | The Zebra           | Phill Lewis         | John Blickstead, Trey Kollmer                 | 10 października 2019 |
| 4  | Marathon Day        | Pamela Fryman       | Andy Roth                                     | 17 października 2019 |
| 5  | The Nightfloat      | Pamela Fryman       | Ari Berkowitz                                 | 24 października 2019 |
| 6  | Game Changer        | Angela Gomes        | Darrin Bragg                                  | 7 listopada 2019     |
| 7  | Dr. Mom             | Pamela Fryman       | Becky Mann, Audra Sielaff                     | 14 listopada 2019    |
| 8  | Sick and Retired    | Pamela Fryman       | Margee Magee                                  | 21 listopada 2019    |
| 9  | Therapy Dogs        | Katy Garretson      | Broti Gupta                                   | 5 grudnia 2019       |
| 10 | Merry December 19th | Scott Ellis         | Becky Mann, Audra Sielaff                     | 12 grudnia 2019      |
| 11 | Blocking            | Kimberly McCullough | Emily Halpern, Sarah Haskins                  | 9 stycznia 2020      |
| 12 | Peer Evaluations    | Pamela Fryman       | John Blickstead, Trey Kollmer                 | 16 stycznia 2020     |
| 13 | Night Lemons        | Pamela Fryman       | Allison Gilbert, Emily Halpern, Sarah Haskins | 30 stycznia 2020     |
| 14 | Secrets             | Lee Shallat Chemel  | Ari Berkowitz                                 | 6 lutego 2020        |
| 15 | Top of the List     | Michael Shea        | Andy Roth                                     | 13 lutego 2020       |
| 16 | Carol’s Crush       | Pamela Fryman       | John Blickstead, Trey Kollmer                 | 20 lutego 2020       |
| 17 | Plus Ones           | Angela Barnes Gomes | Allison Gilbert, Asmita Paranjape             | 5 marca 2020         |
| 18 | R.I.P. Dr. Herman   | Scott Ellis         | Becky Mann, Audra Sielaff                     | 12 marca 2020        |

## Produkcja
W październiku 2018 roku poinformowano, że główną rolę w serialu otrzymała Patricia Heaton.
28 stycznia 2019 roku CBS zamówiła pilotowy odcinek komedii od Emily Halpern i Sarah Haskins.
W marcu 2019 roku poinformowano, że Ito Aghayere, Jean-Luc Bilodeau oraz Kyle MacLachlan dołączyli do obsady serialu.
10 maja 2019 roku stacja CBS zamówiła serial na sezon telewizyjny 2019/2020.
W kolejnym miesiącu do obsady dołączyła Ashley Tisdale jako Jenny Kenney
Na początku maja 2020 roku stacja CBS ogłosiła anulowanie produkcji po pierwszym sezonie.